# Winssen
Winssen est un village appartenant à la commune néerlandaise de Beuningen.

## Démographie
Au 1er janvier 2009, le village comptait 2 053 habitants.

## Galerie
|                                 |
| Église: Sint Antonius van Padua |

|                        |
| Tour près du cimetière |